# بال‌پرنده‌ای کریتون
بال‌پرنده‌ای کریتون (نام علمی: Troides criton) نام یک گونه از تیره پروانه‌های دم‌چلچله‌ای است.

## نگارخانه

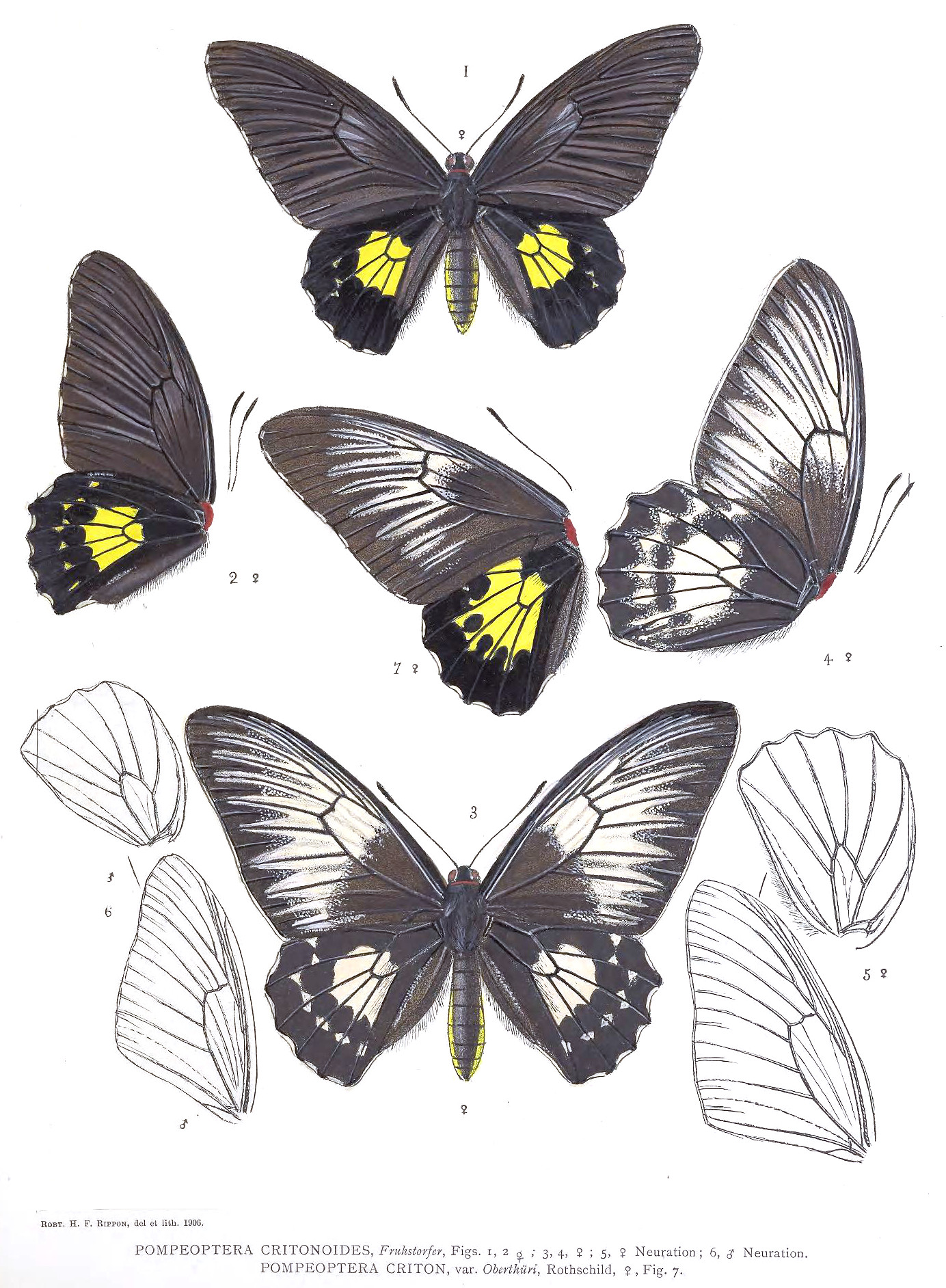
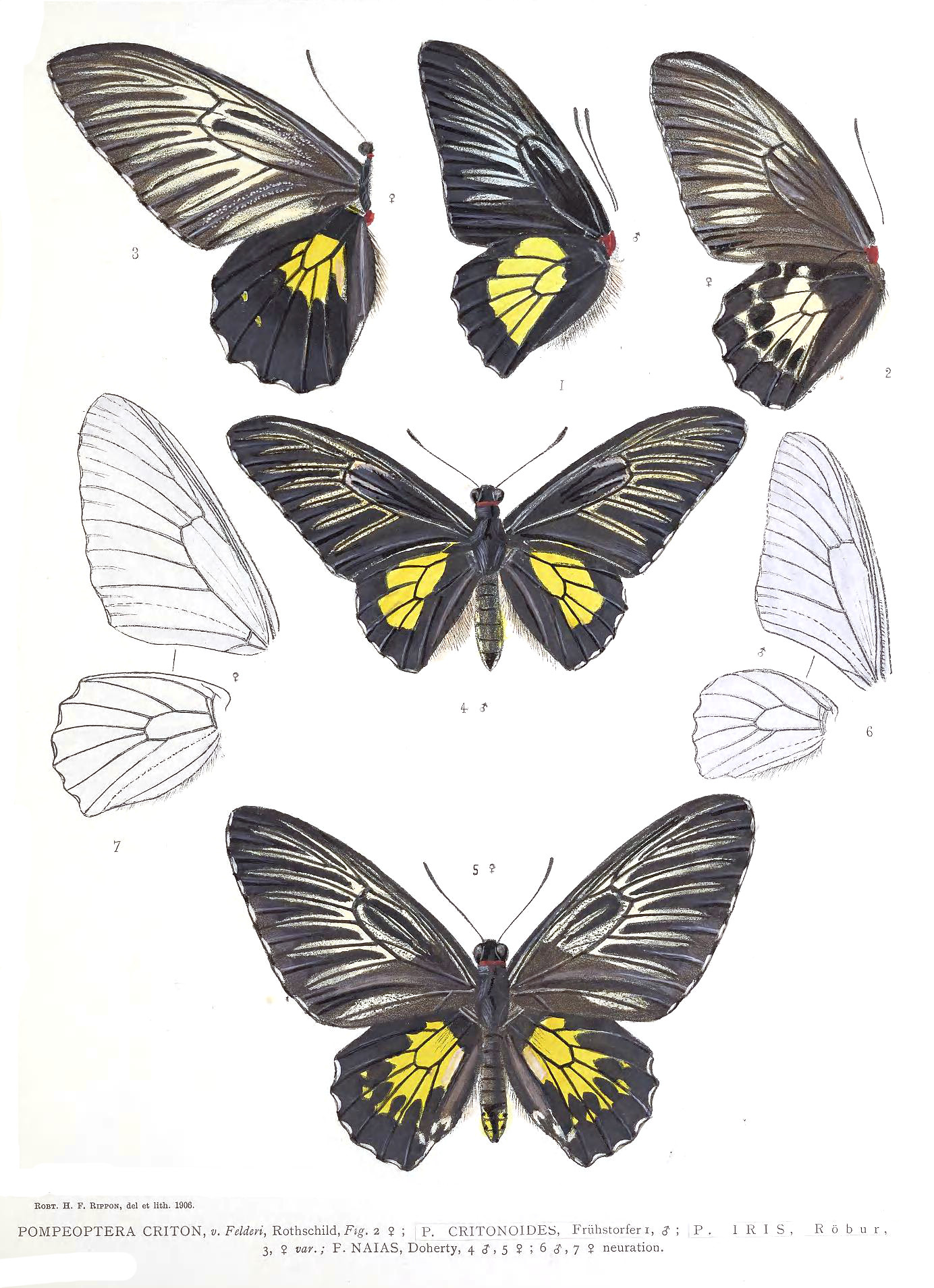
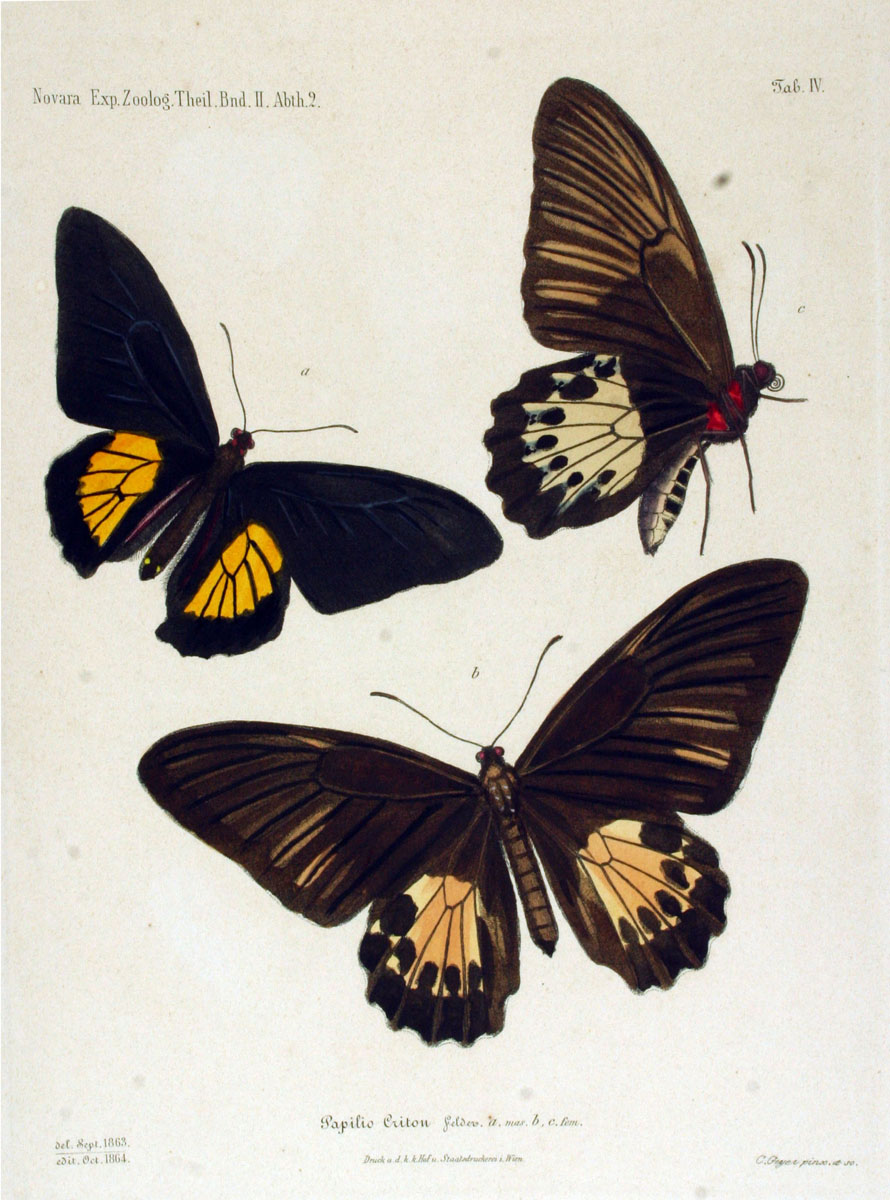